# 新加坡果園希爾頓酒店
新加坡果園希爾頓酒店（英語：Hilton Singapore Orchard），位於烏節路333號，1971年開業，是新加坡的老牌5星級酒店。於2003年，被機構投資者雜誌評為全球75間最好的酒店之一。

## 毗鄰
- 義安城